# Morchella
Morchella, numită în popor zbârciog, este un gen de ciuperci din familia Morchellaceae ordinul Pezizales și încrengătura Ascomycota care cuprinde în prezent, conform filogeneticii moleculare moderne, global aproximativ 70 de specii, în Europa mult mai puține (28-35 de soiuri). Genul este în prezent în centrul de studii filogenetice, biogeografice, taxonomice și de nomenclatură. Tip de specie este (în prezent) Morchella conica.

## Descriere
Pălăria are formă rotundă, ovoidală sau conică, de colorit gălbui, ocru, brun-deschis sau brun-negricios. Suprafața ei este prevăzută cu numeroase alveole sinuoase, neregulate. Regiunea himenaică este individualizată în adânciturile alveolare de la suprafața pălăriei. Pălăria are formă de căciulă, goală în interior și concrescută cu piciorul. Piciorul alb este cilindric, bine dezvoltat și gol în interior. Carnea bureților este tare, ceva elastică, cu miros și gust plăcut.
Zbârciogii apar timpuriu în primăvară, din martie până la începutul lui iunie. Ei sunt saprofiți, în mod predominant locuitori de sol, crescând în grupuri mici sau solitari. Ciupercile apar în păduri de conifere și de foioase, dar de asemenea în lunci, prin tufișuri, pe deșeuri de lemn și urme de arsuri sau chiar pe rumeguș. Mai departe au fost detectate caracteristici de simbiont micoriza (formează micorize pe rădăcinile arborilor) între ele și de exemplu pini.

## Confuzii
Sub numele românesc de „zbârciog” se tratează aproape mereu patru mari genuri de ciuperci: Gyromitra, Helvella, Morchella și Verpa. Între primele două se găsesc multe specii otrăvitoare sau restrâns comestibile, pe când cele două din urmă sunt comestibile. Cu toate că cele patru genuri sunt goale pe interior, ele pot fi deosebite destul de ușor: Morchella și Verpa sunt unicamerale, pe când Gyromitra și Helvella sunt multicamerale, prezentând o încrengătură de goluri în interiorul lor.

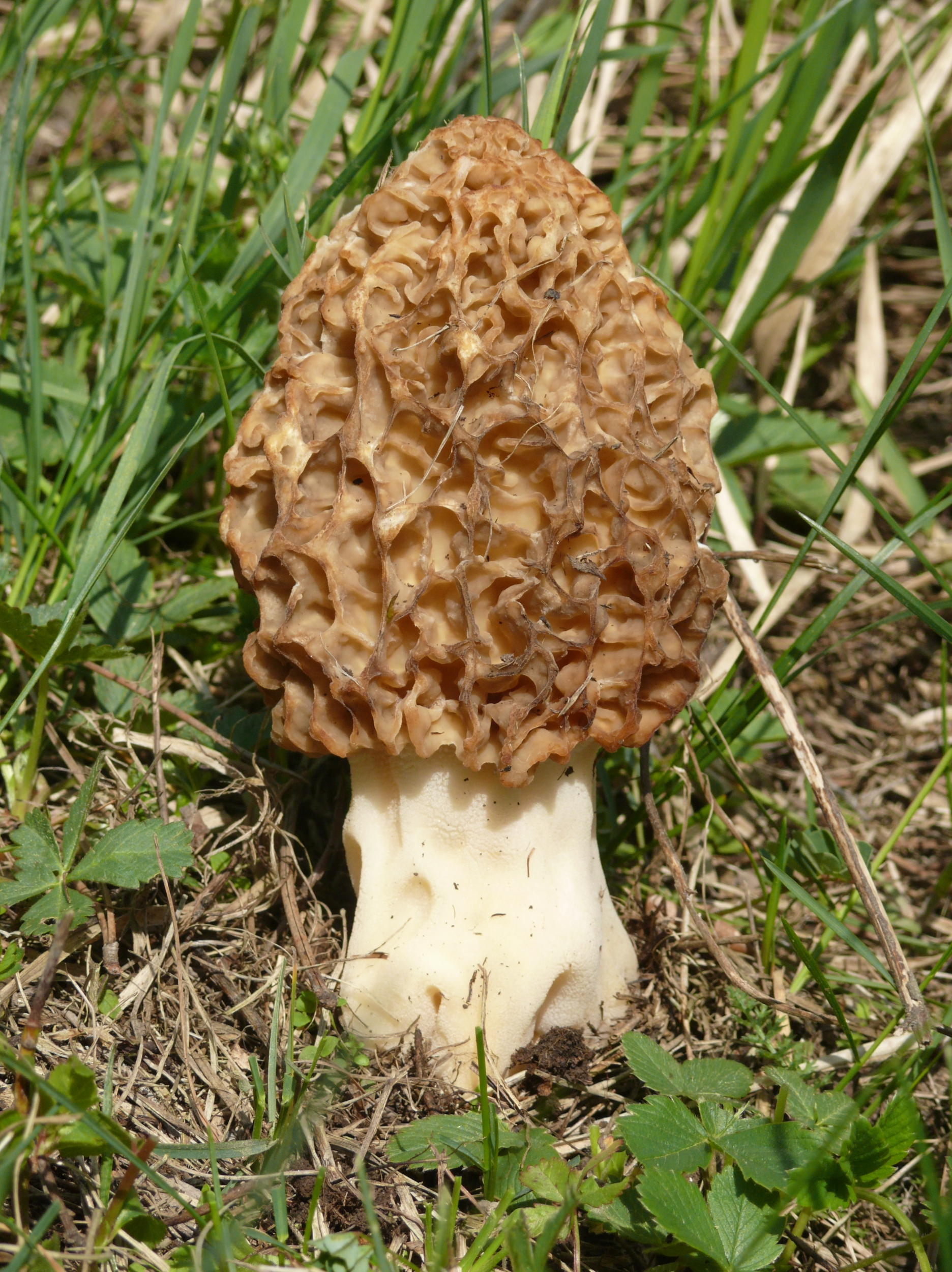
Morchella
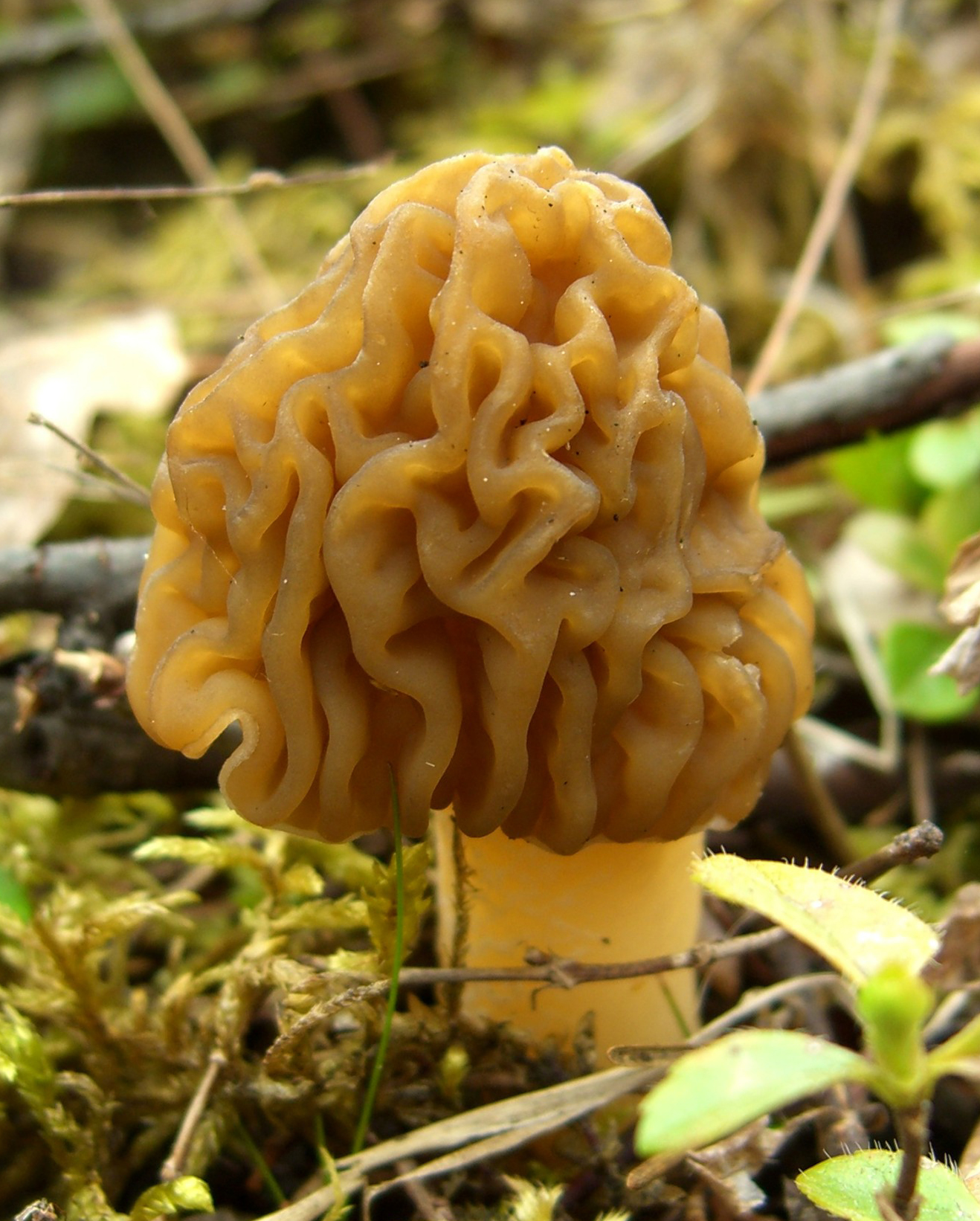
Verpa
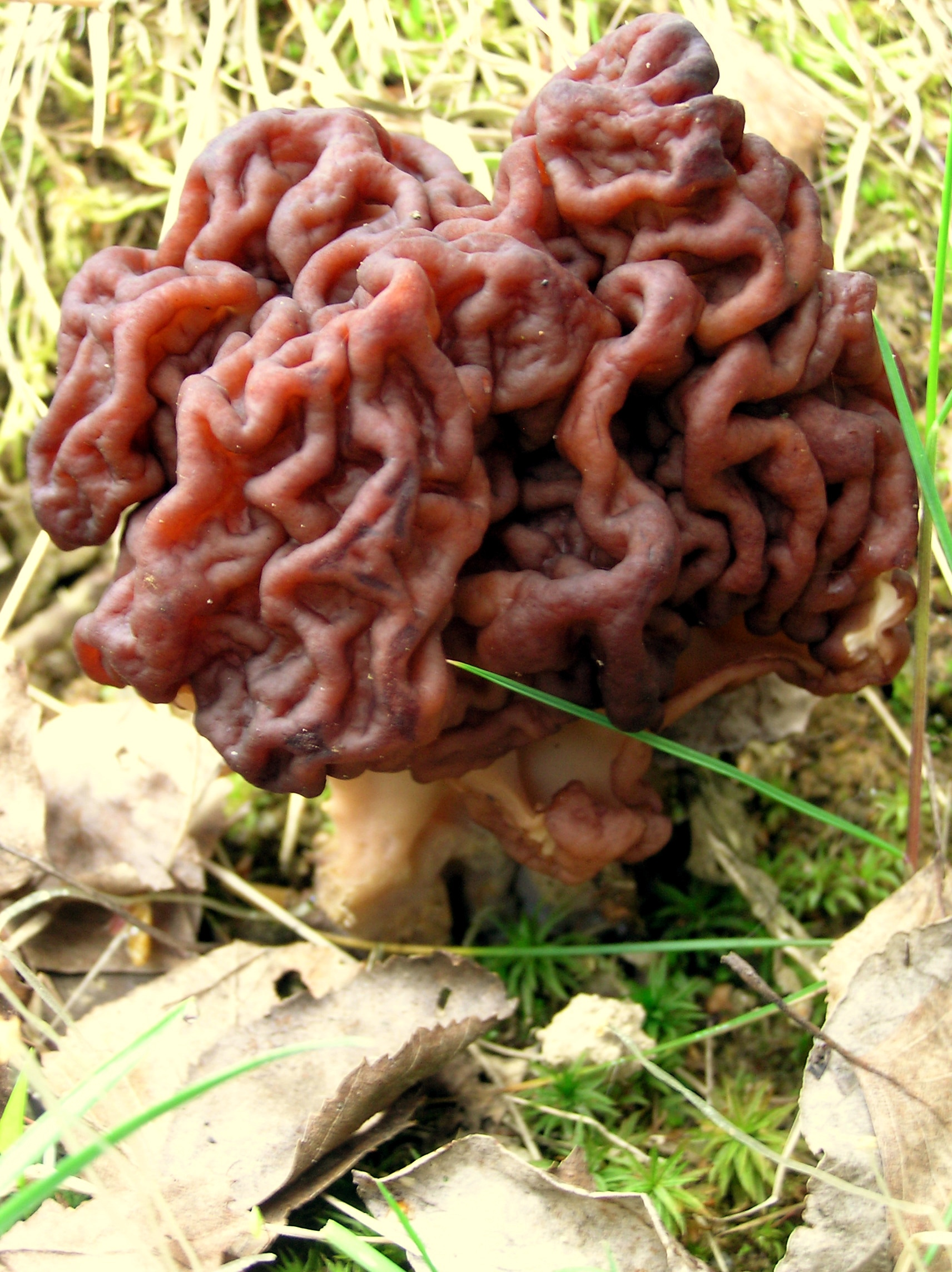
! Gyromitra !
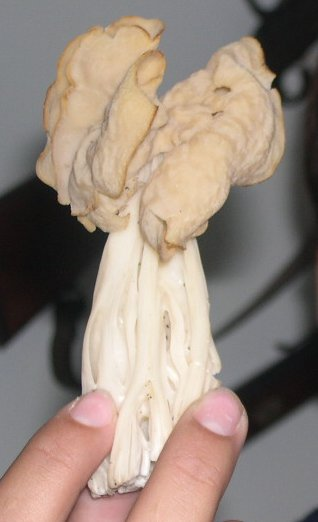
! Helvella !

## Specii (selecție)
| - Morchella anatolica - Morchella angusticeps - Morchella conica - Morchella costata - Morchella crassipes - Morchella deliciosa - Morchella elata - Morchella elatoides - Morchella esculenta - Morchella eximia - Morchella importuna | - Morchella pragensis - Morchella punctipes - Morchella rotunda - Morchella rufobrunnea - Morchella semilibera sin. gigas - Morchella snyderi - Morchella spongiola - Morchella tridentina sin. frustrata - Morchella steppicola - Morchella tomentosa |

## Ciuperci de genulMorchella

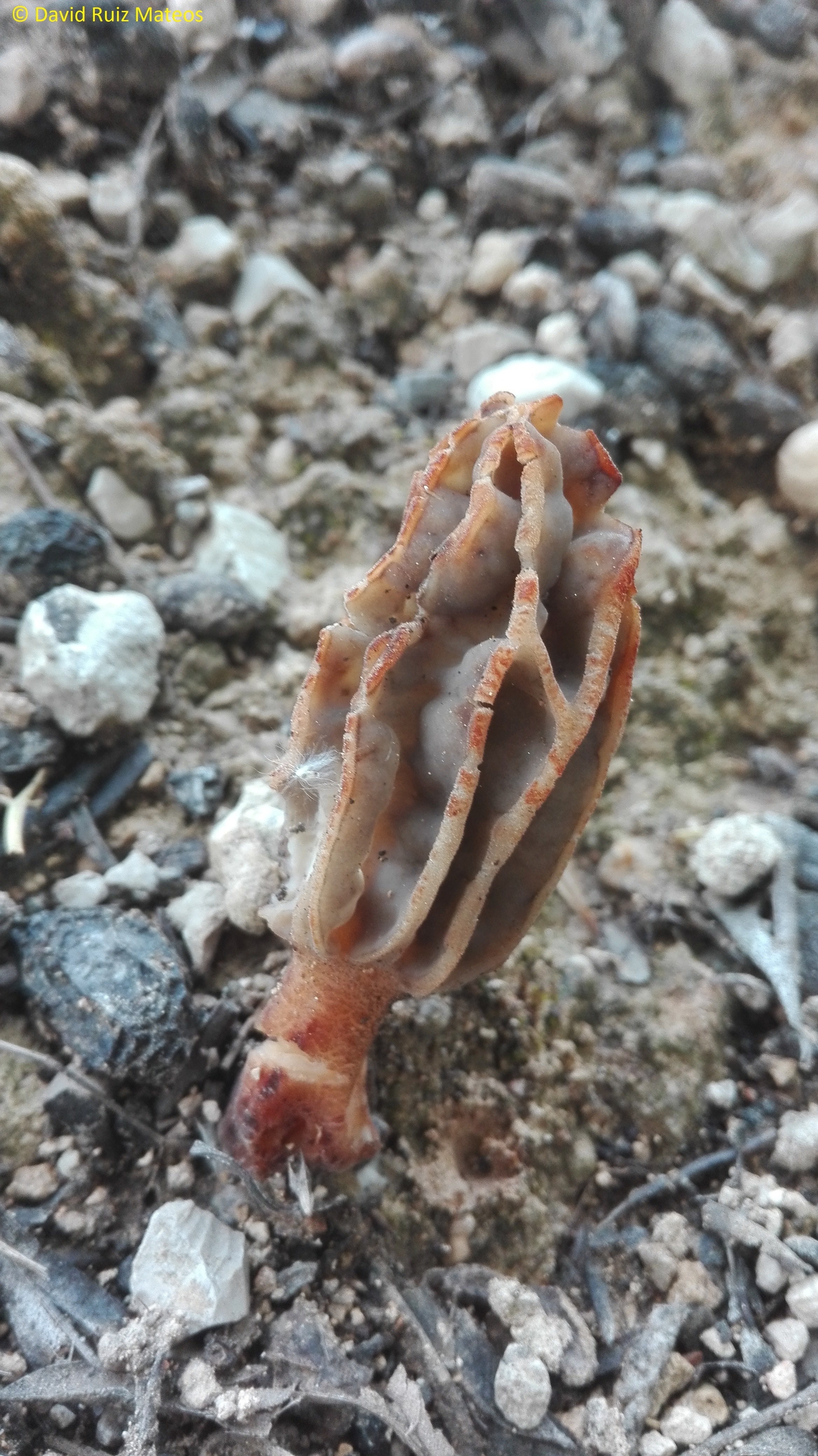
Morchella anatolica
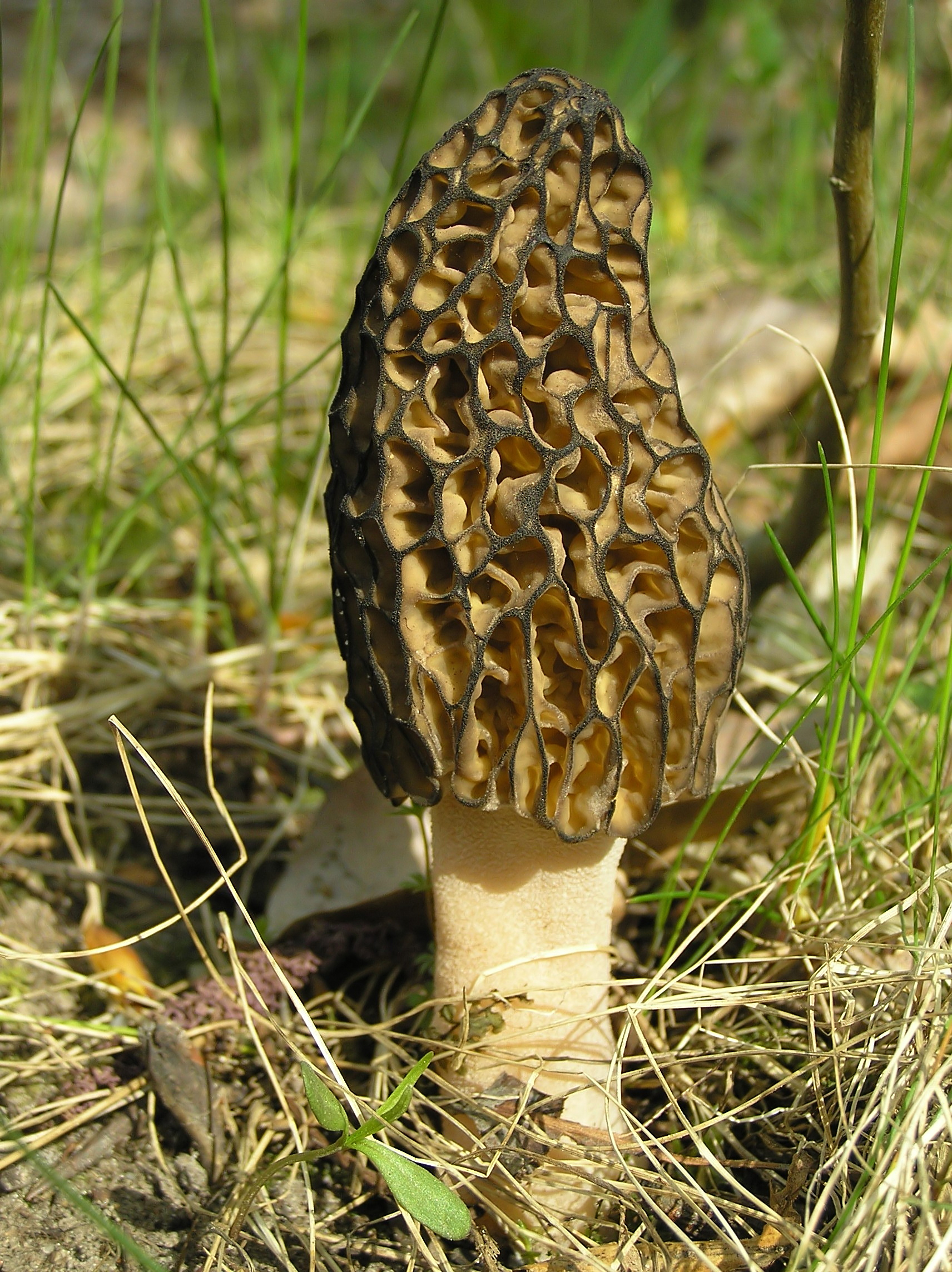
Morchella conica
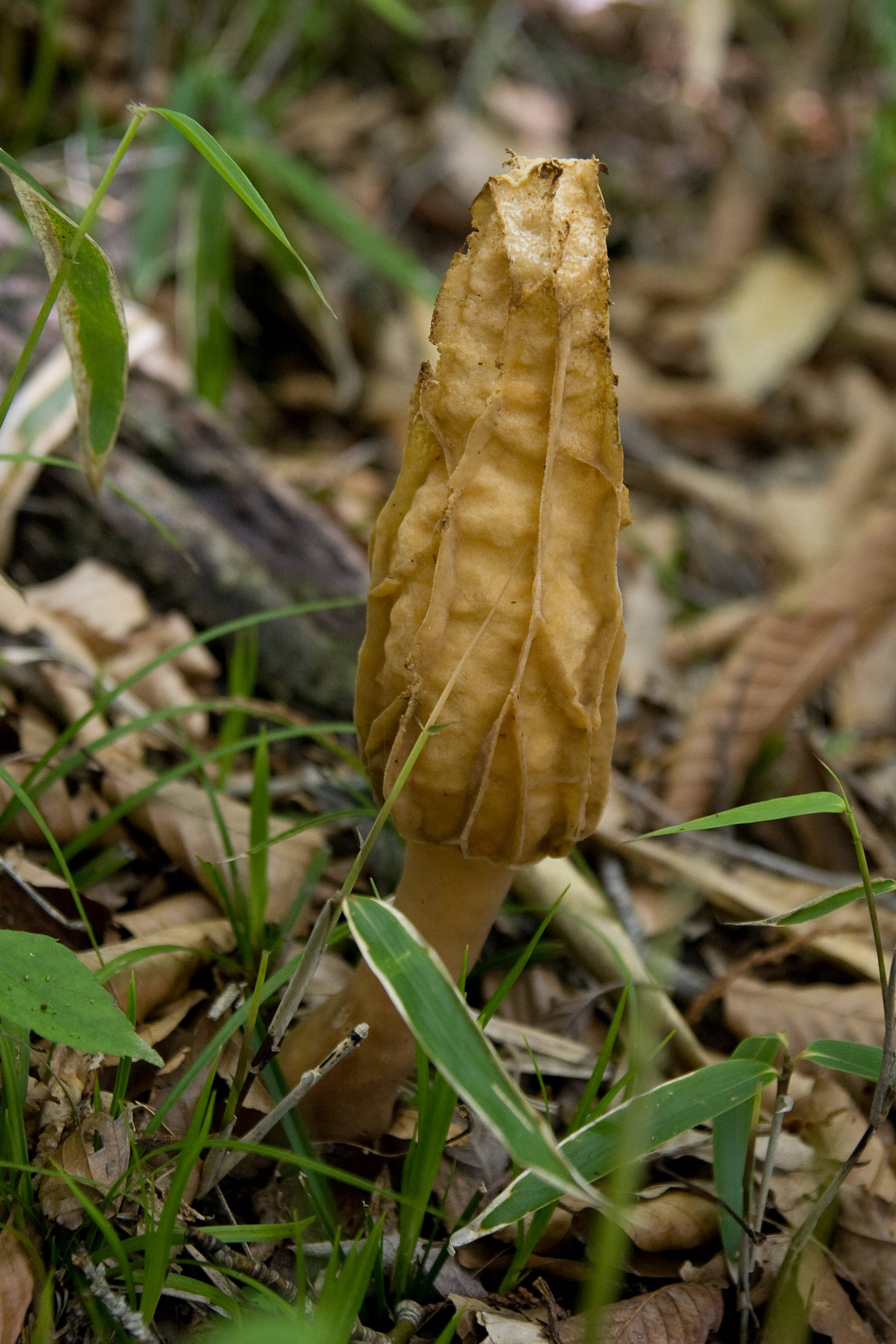
Morchella costata
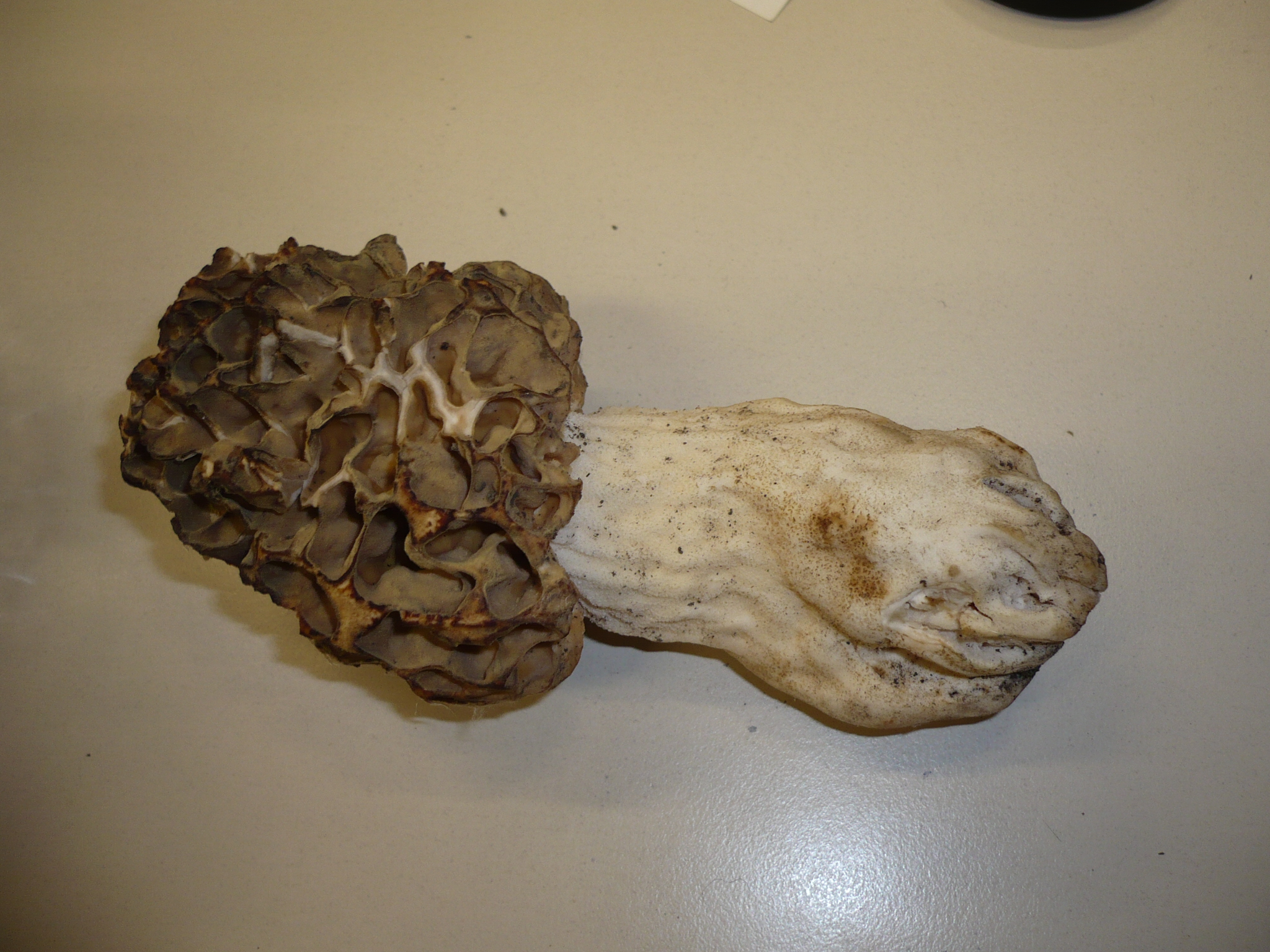
Morchella crassipes
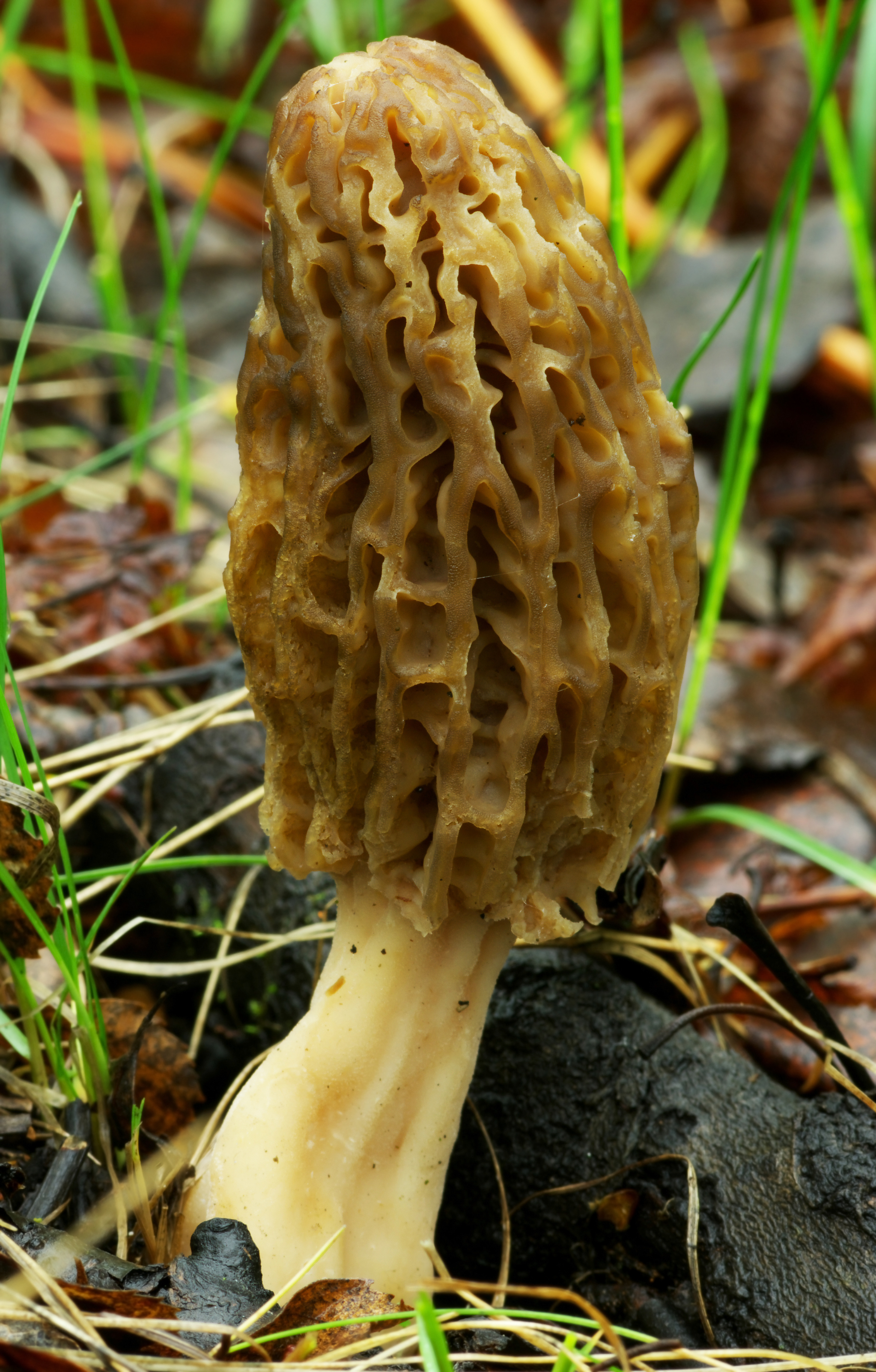
Morchella deliciosa
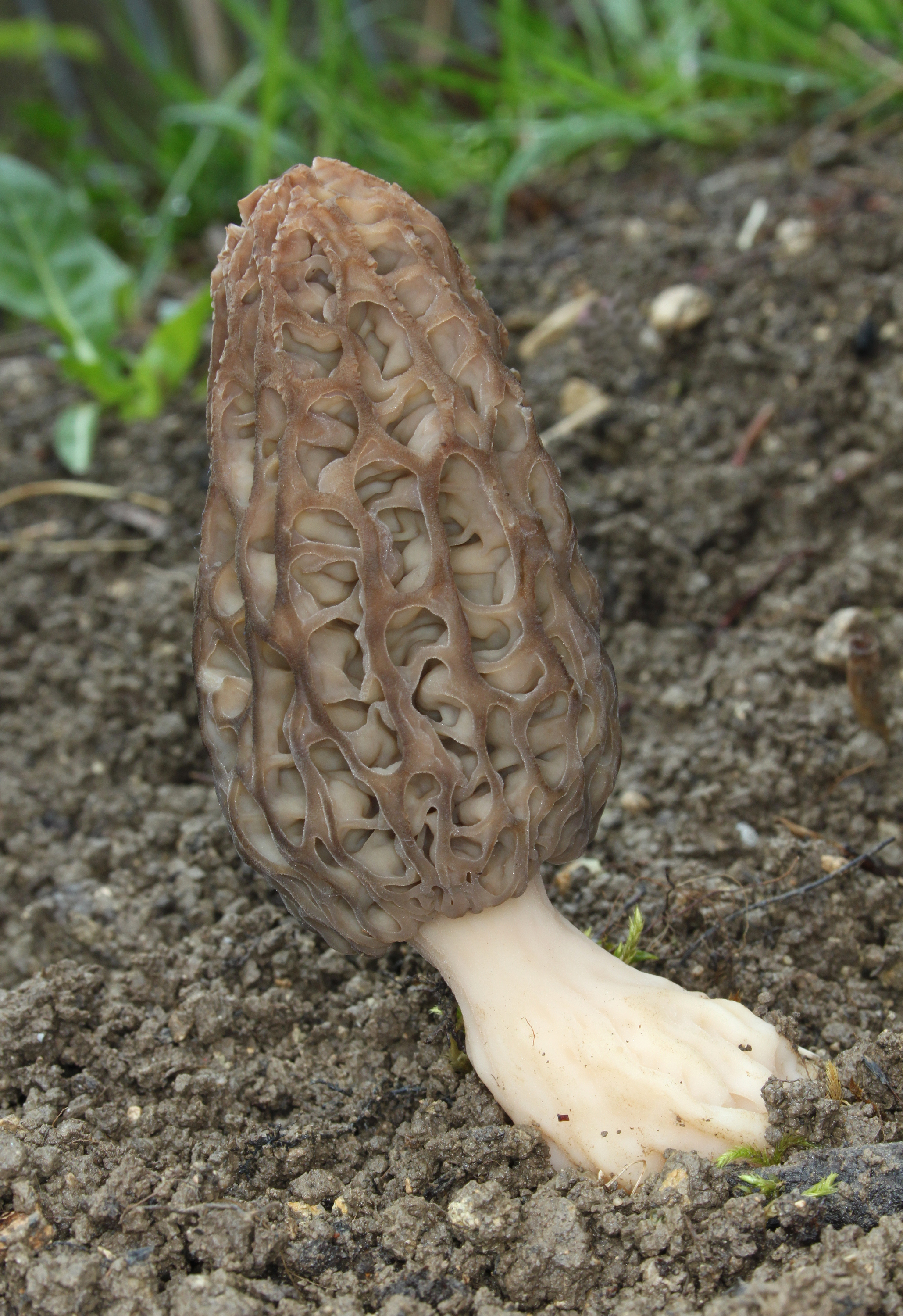
Morchella elata

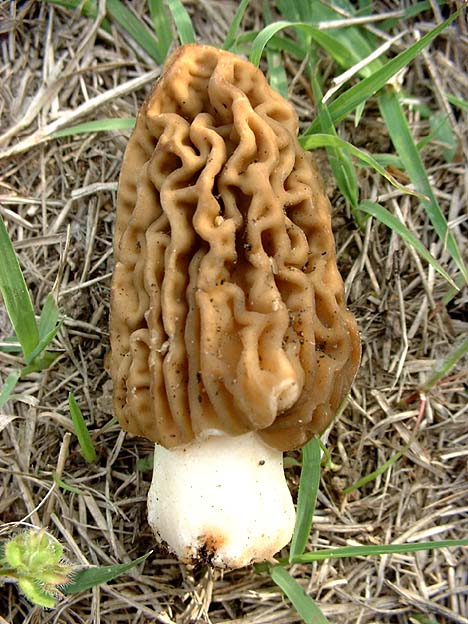
Morchella elatoides
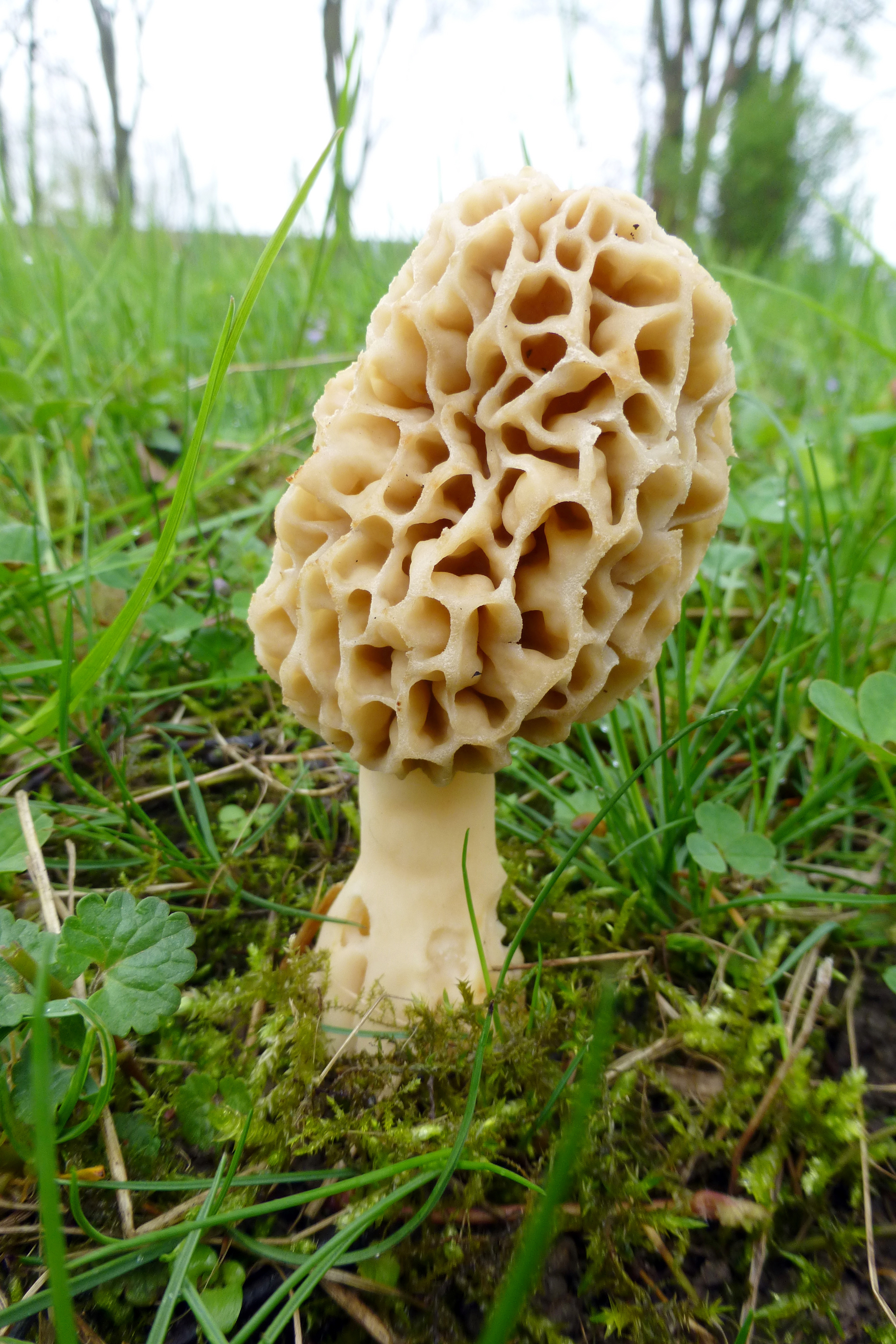
Morchella esculenta
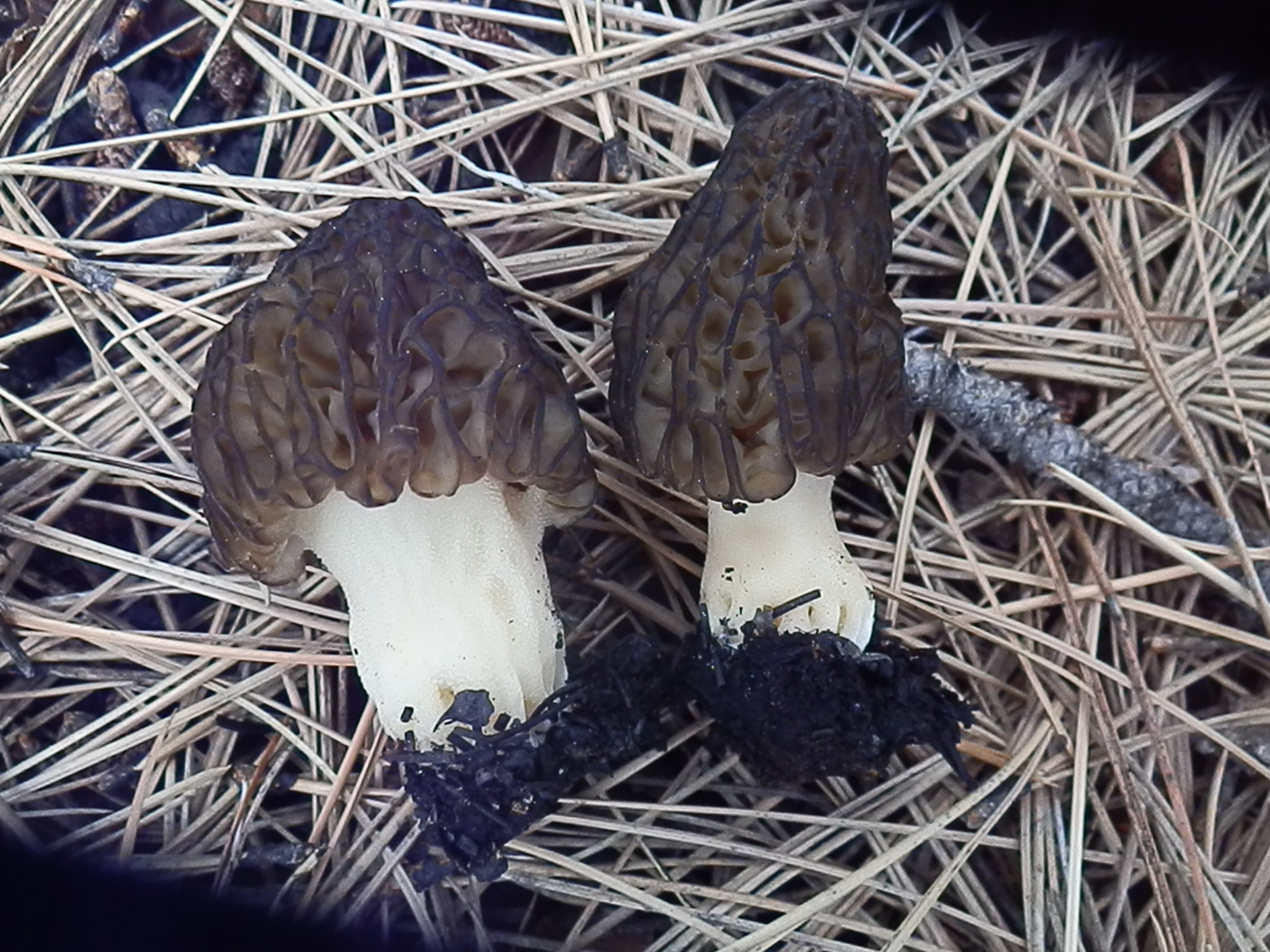
Morchella eximia
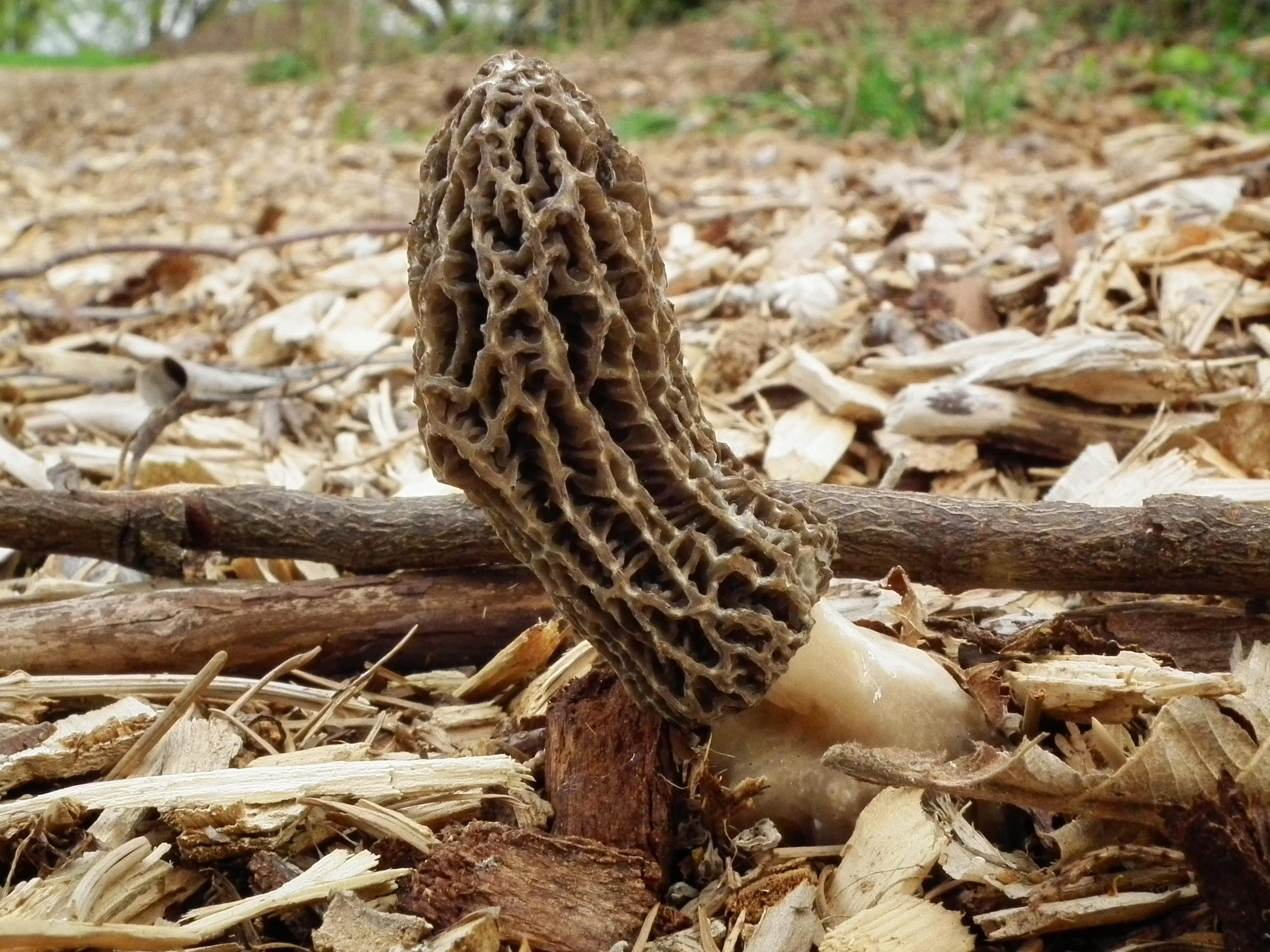
Morchella importuna
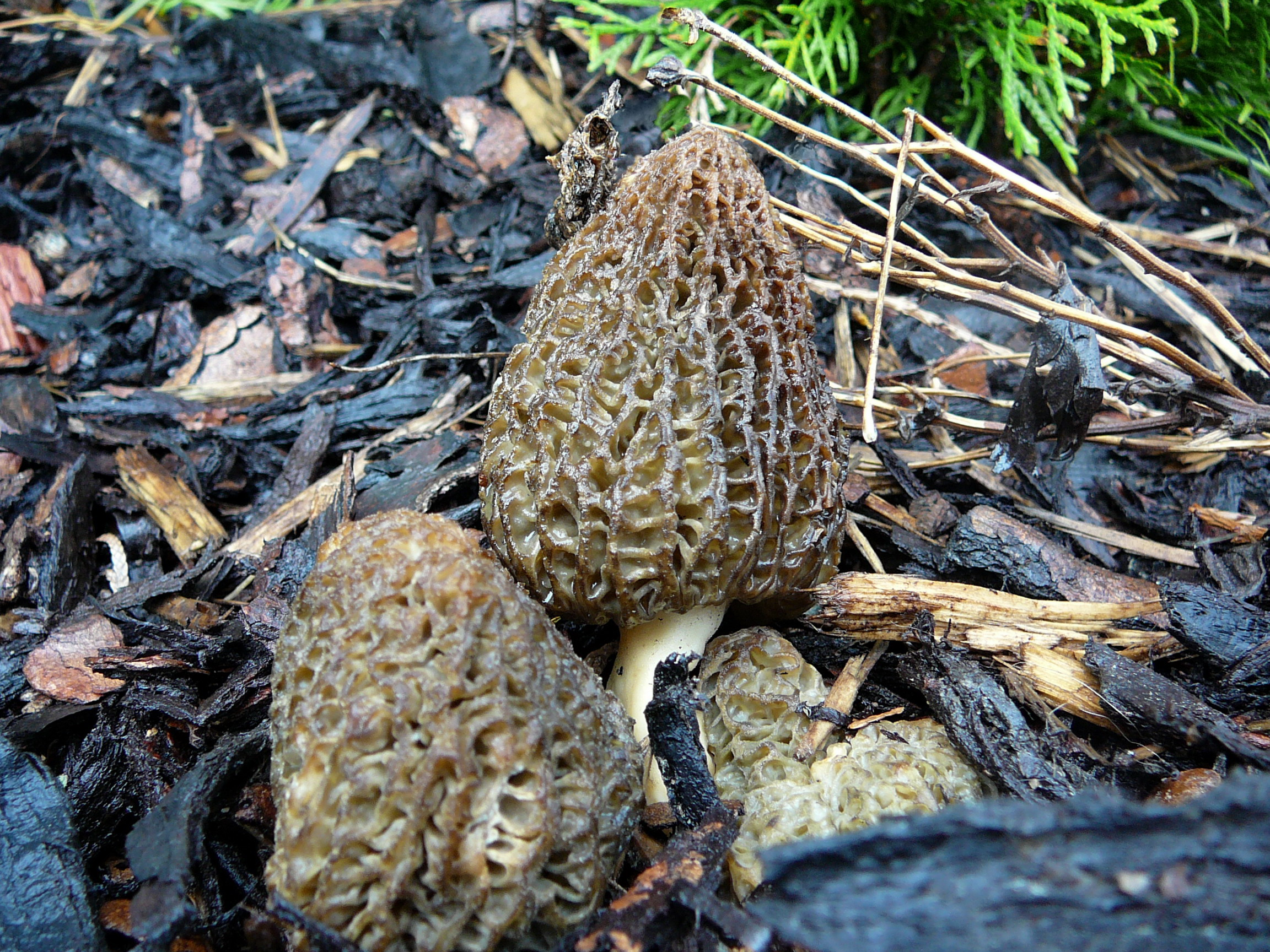
Morchella pragensis
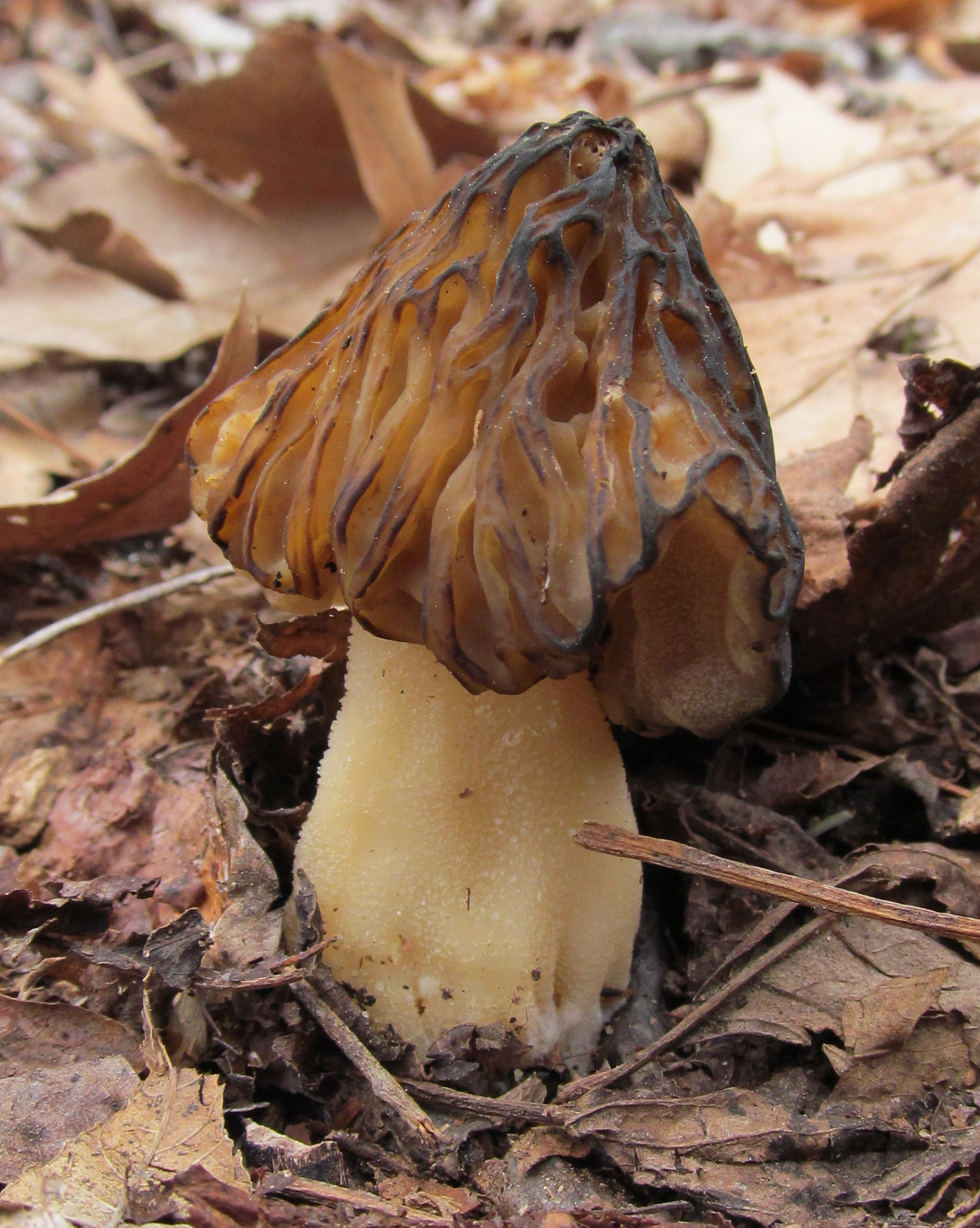
Morchella punctipes

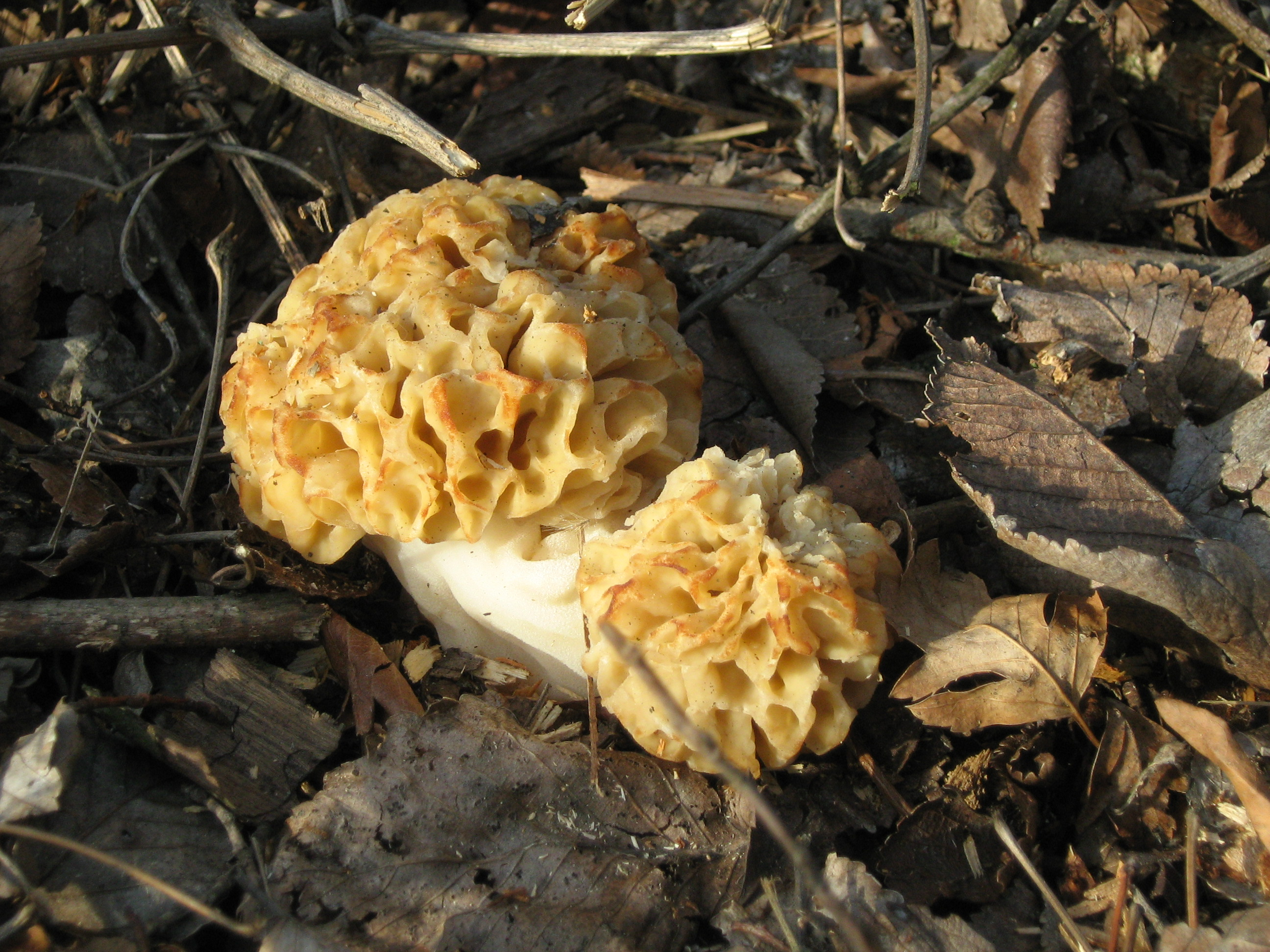
Morchella rotunda
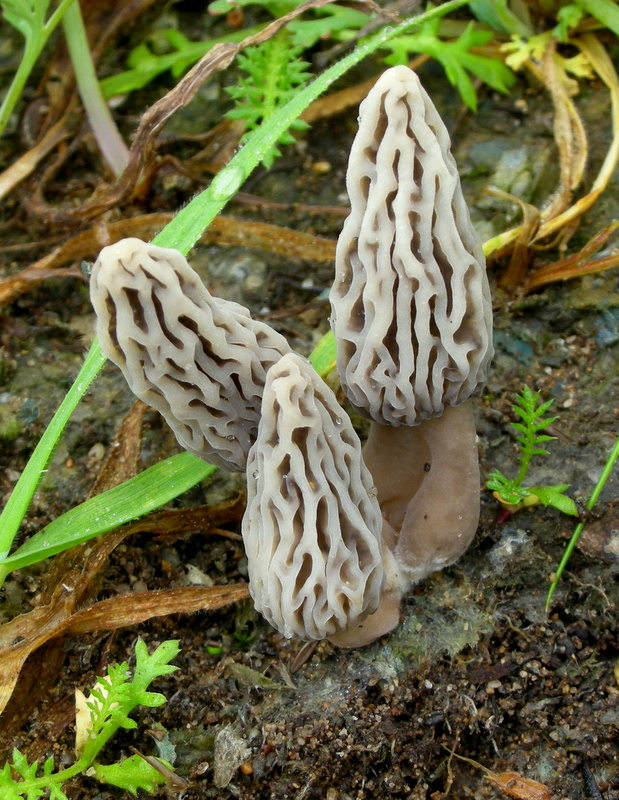
Morchella rufobrunnea
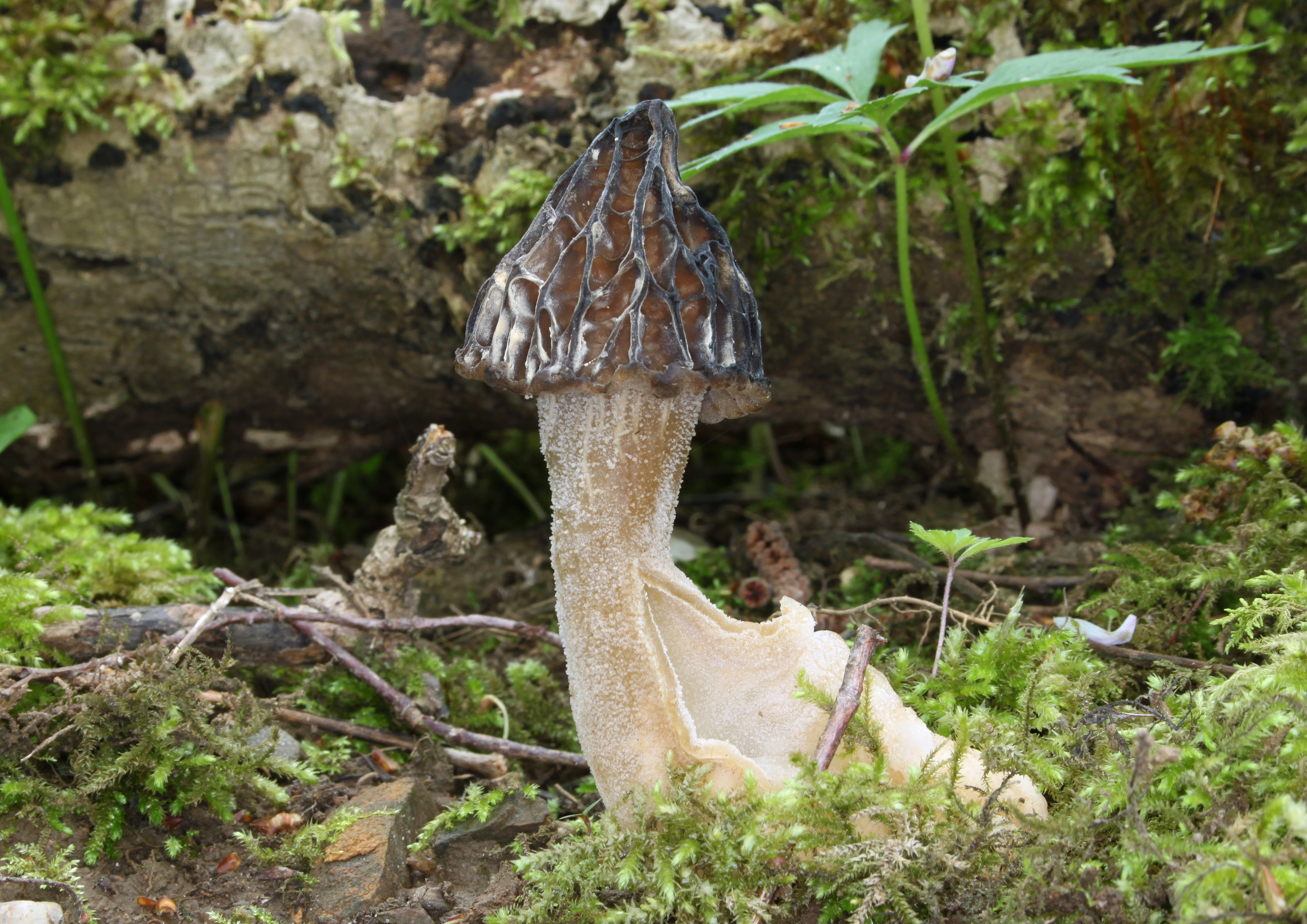
Morchella semilibera sin. gigas
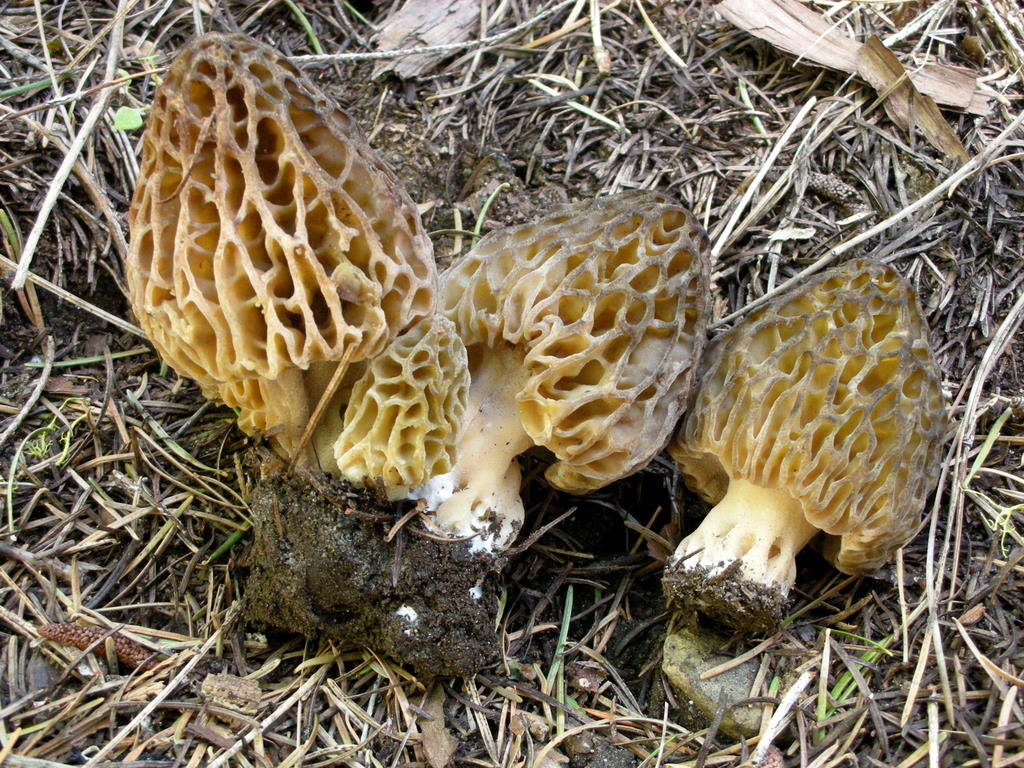
Morchella snyderi
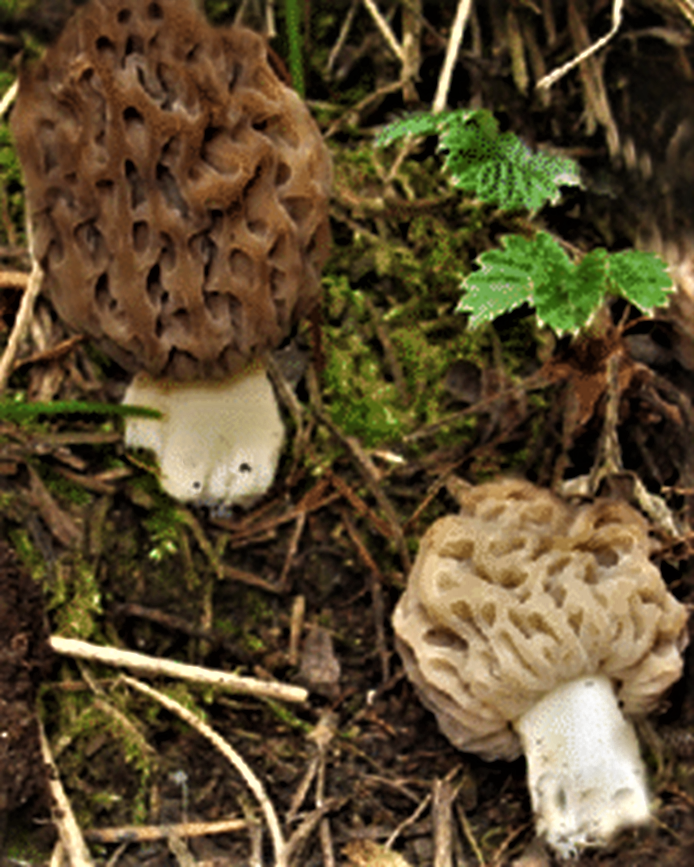
Morchella spongiola

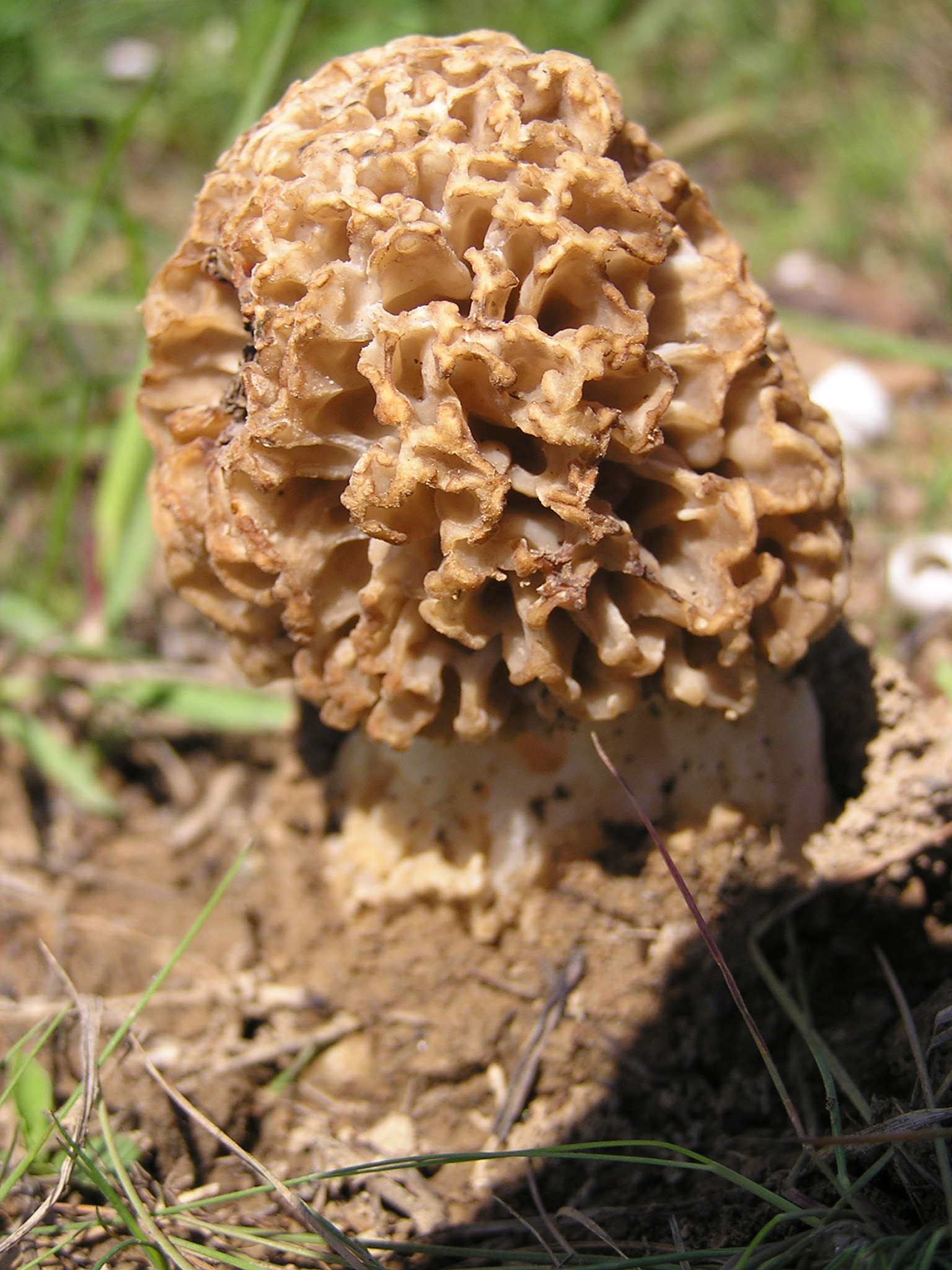
Morchella steppicola
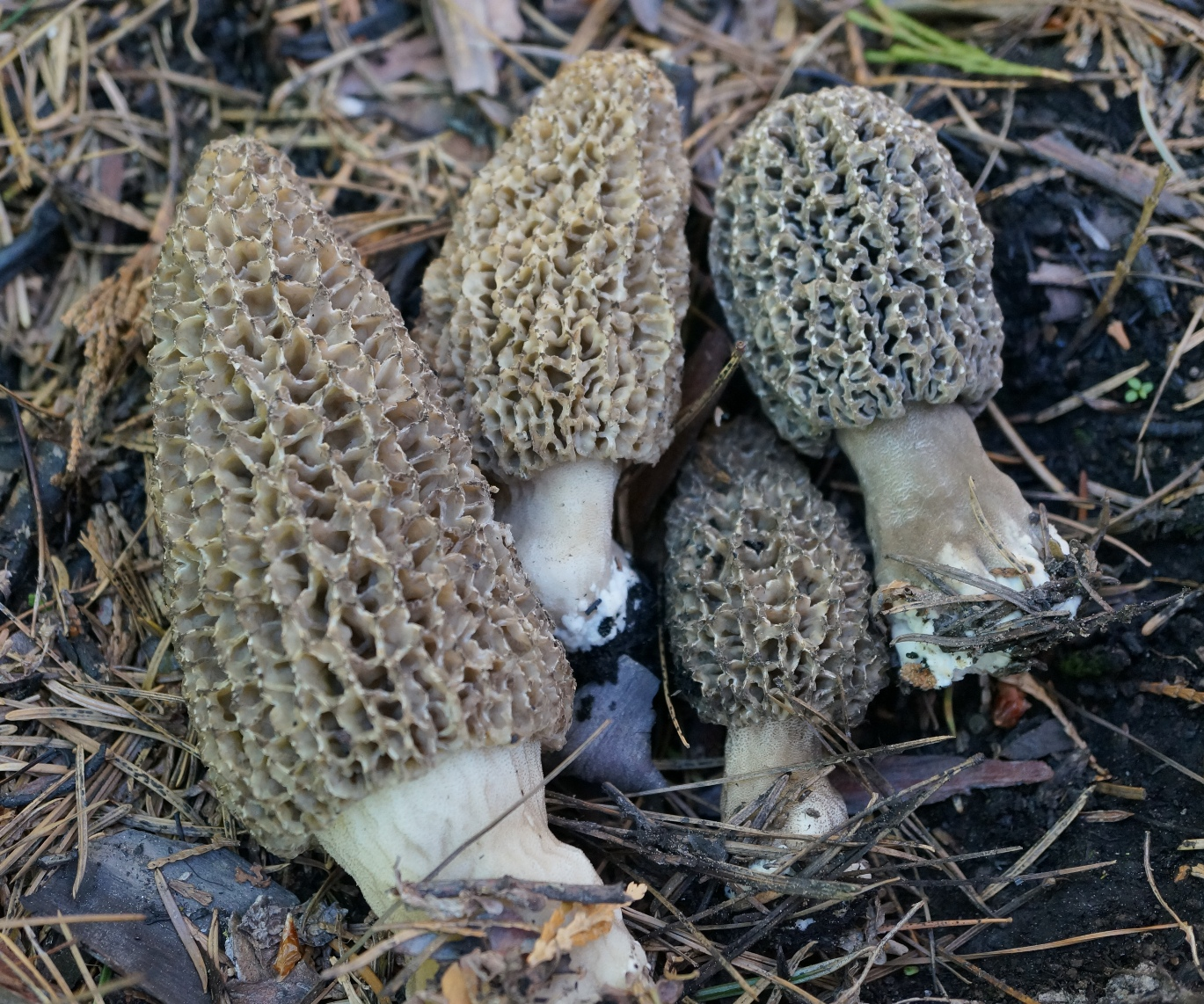
Morchella tomentosa
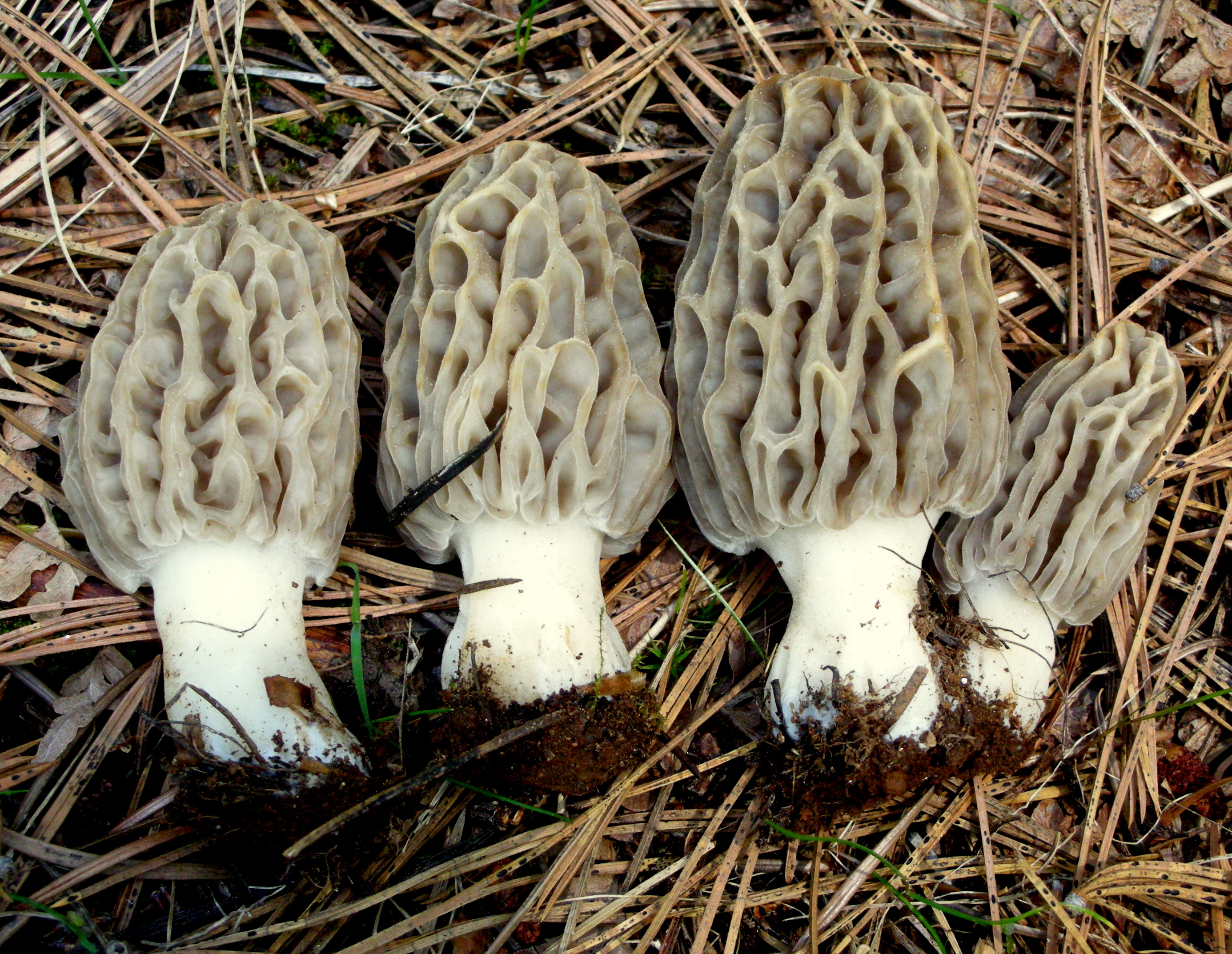
Morchella tridentina sin. frustrata

## Comestibilitate

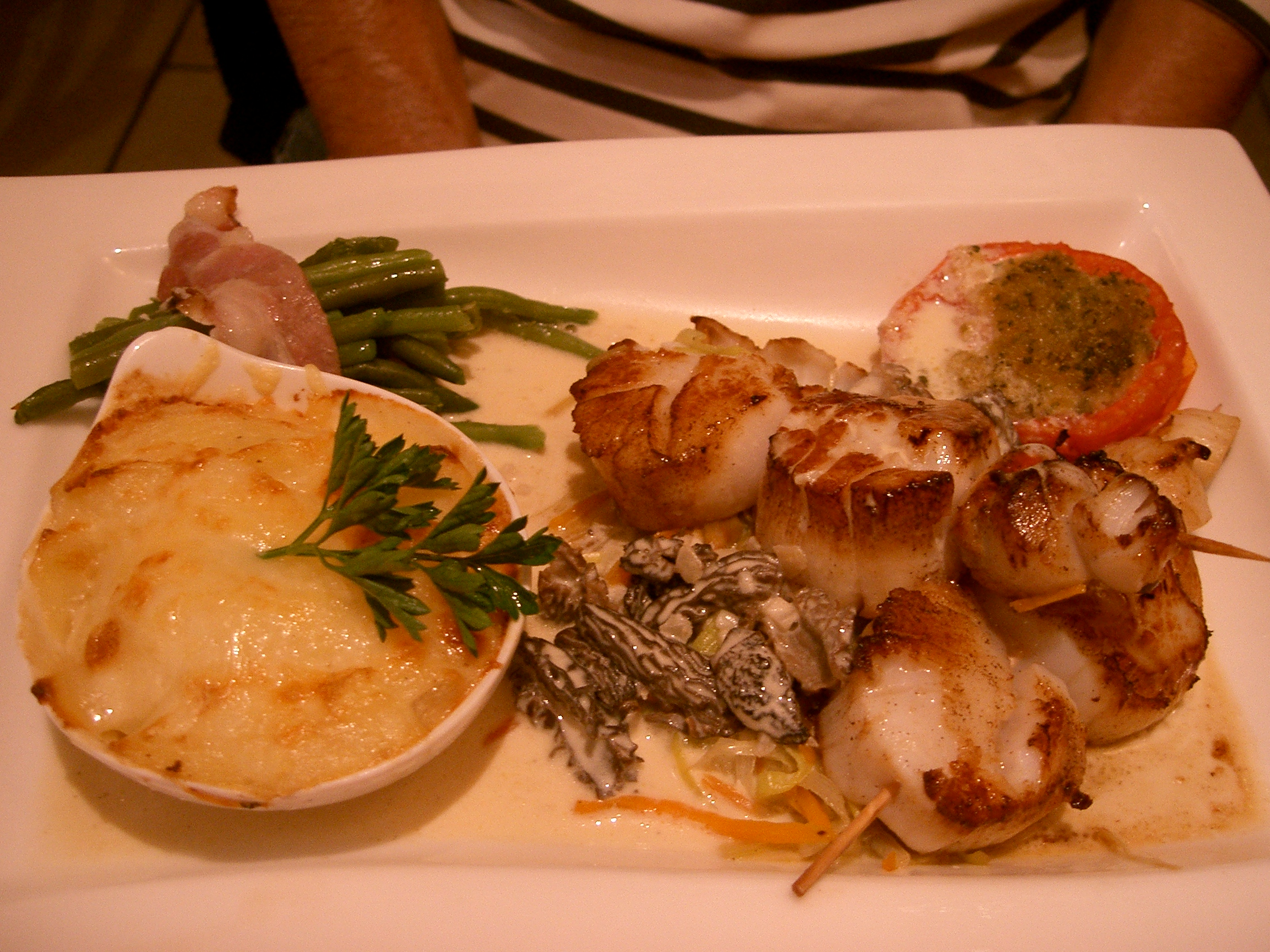
Scoici cu zbârciogi

Trebuie menționat, că ciuperci de genul 'Morchella nu pot fi mâncate crude, pentru că conțin puțină hidrazină (care se dizolvă în timpul fierberii). 
Teza lui J. Walton Groves, că zbârciogii, deși gătiți, ar cauza simptome unei intoxicări slabe atunci, când sunt consumate cu alcool nu s-a aprobat, ci a fost constatat, că bureții, consumați în porții mari, fiind cam greu de digerat, pot provoca reacții neplăcute la persoane sensibile.
Toți bureții acestui gen sunt comestibili și de savoare, fiind aproape niciodată atacați de larve. Ei sunt foarte apreciați nu numai în bucătăria franceză (de exemplu Coquilles Saint-Jacques aux morilles pe imaginea din dreapta). Uscați și preparați după înmuiat, ei dezvoltă un gust și miros mai intensiv, rămânând însă relativ tari și elastici.